# Journal of Sedimentary Research
Das Journal of Sedimentary Research (abgekürzt J. Sediment. Res.) ist eine zweimonatlich erscheinende Peer-Review-Fachzeitschrift die von der Society for Sedimentary Geology herausgegeben wird.
Nach eigener Aussage ist die Zeitschrift, die seit 1931 erscheint, die älteste geowissenschaftliche Zeitschrift, die sich mit Sedimentologie beschäftigt. Bis 1993 hieß die Zeitschrift Journal of Sedimentary Petrology (J. Sed. Petrol.) und trug die ISSN 0022-4472.
Der Impact Factor lag im Jahr 2023 bei 2,0, der 5-jährige Impact Factor bei 2,2.